# En moderne Landevejsridder
En moderne Landevejsridder er en dansk stumfilm fra 1918, der er instrueret af Lau Lauritzen Sr. efter manuskript af ham selv og Helen Gammeltoft.

## Handling
Denne artikel mangler et handlingsreferat. Hjælp os med at skrive det.

## Medvirkende
- Carl Alstrup - Harris Jackson
- Bertel Krause - Jim Smit, proprietær
- Johanne Fritz-Petersen - Kate Williams
- Kai Heimann - John, Kates søn
- Carl Schenstrøm